# Oljepriskriget mellan Ryssland och Saudiarabien
Oljepriskriget mellan Ryssland och Saudiarabien var ett priskrig på petroleum mellan Ryssland och Saudiarabien och som pågick mellan den 9 mars och den 12 april 2020.

## Historik
Det startades på måndagen den 9 mars när Saudiarabien beslutade att skära ner på exportpriset av petroleum till sina petroleumkunder. Det ledde till att priset på ett oljefat gick ner från 46 amerikanska dollar till 35 dollar, det största dagliga prisfallet sedan 1991. Orsaken var att Opec hade förhandlingar, på fredagen den 6 mars, om hur man skulle hålla nere produktionen på grund av covid-19-pandemin men ändå hålla oljepriset högt. Saudiarabien föreslog då att Opec skulle skära ner den dagliga upptagningen av petroleum med en miljon oljefat. Ryssland, som var då anslutet till Opec+, skulle skära ner mest av alla inblandade och det skulle vara hälften av det föreslagna nerskärningen. Länder, som hade Opec+-status, var tvungna att följa vad Opec beslutade om. Ryssland vägrade dock gå med på förslaget och meddelade samtidigt att de inte skulle längre uppfylla bestämmelserna för Opec+. Saudiarabien surnade till och valde att starta priskriget den efterföljande måndagen. Vissa hävdade dock att den egentliga anledningen till priskriget var att sätta press på de amerikanska oljeskifferproducenterna, som hade gynnats av senaste årens ostabila oljepriser. Skulle oljepriset falla då skulle vara det svårt för oljeskifferproducenterna att överleva eftersom att utvinna petroleum av oljeskiffer leder till höga produktionskostnader för de inblandade. Det var något som den ryske affärsmannen och politikern Igor Setjin hade talade öppet om sedan tidigare.
Ryssland hade dock inte räknat med att Saudiarabien och andra Opec-länder skulle svara som de gjorde. Saudiska Saudi Aramco meddelade att de skulle börja ta upp maximalt med petroleum, som var på 13 miljoner fat per dag, vilket var en ökning med 3,3 miljoner fat. Emiratiska Abu Dhabi National Oil Company (Adnoc) följde efter och ökade upptagstakten till fyra miljoner fat per dag. Adnoc meddelade samtidigt att petroleumbolaget skulle också påskynda utbyggnaden av sin kapacitet för att kunna ta upp fem miljoner fat per dag. Oljepriset föll som en sten och landade på 35 dollar per fat, vilket ledde till att Ryssland fick underskott i sin ekonomi. Rysslands smärttröskel låg vid den tidpunkten på 42 dollar per fat även om media spekulerade om att landet kunde egentligen klara av att ha en prisnivå på 35 dollar per fat uppemot 4–5 år.
Bara inom några dagar efter priskriget startades försökte Rysslands energiminster Aleksandr Novak att förmå Opec+-länderna att hålla inom de redan avtalade nivåerna av upptagningen av petroleum. Ryssland försökte också få till ett möte med Saudiarabien men det avvisades direkt av saudierna. Båda länderna kände av effekterna ifrån priskriget. Rysslands finansdepartement beräknade att landets intäkter från petroleumförsäljningar skulle bli 39,5 miljarder dollar lägre än innan priskriget medan Saudiarabiens dito meddelade om att statsbudgeten behövde sänkas med 20–30 procent. Enligt kreditvärderingsinstitutet Fitch Ratings skulle Saudiarabien behöva ha 91 dollar per fat i oljepris för att klara sin statsbudget. Ryssland trappade istället upp priskriget när det meddelades om att landet avsåg att öka den ryska upptagningen av petroleum med en halv miljon fat per dag. Ryssland hävdade också om att den globala petroleummarknaden skulle kunna klara av en prisnivå på 25–30 dollar per fat under de efterföljande 6–10 åren.
Den 2 april meddelade USA:s president Donald Trump (R) att denne hade varit i samtal med både Ryssland och Saudiarabien om att avsluta priskriget. Trump förutspådde att det skulle bli en minskning på 10–15 miljoner fat petroleum. Det gjorde att priset för West Texas Intermediate (WTI) och Brent ökade med 24,67% respektive 17,8%. Samma dag kallade Saudiarabien till ett möte med Opec och dess allierade för att diskutera om att åter balansera petroleummarknaden. Förhandlingarna pågick men stötte på problem, vilket ledde till att Trump surnade till och hotade med att införa strafftullar på icke-amerikansk petroleum om parterna inte kunde komma överens. Förhandlingarna fortsatte och även länder från G20 var inkopplade. Den 12 april kunde parterna enas om att Opec och Opec+-medlemmarna skulle minska upptaget av petroleum med 9,7 miljoner fat per dag. Det var det största enskilda upptagsminskningen någonsin inom petroleumindustrin. Brasilien, Kanada och USA skulle bidra med att minska ytterligare 3,7 miljoner fat, dock var detta endast på pappret eftersom ländernas totala dagliga upptag hade minskat på grund av mindre efterfrågan av petroleum. G20-länderna skulle också minska sina upptag med 1,3 miljoner fat per dag. Detta gällde till efter junimånad då minskningen skulle vara 7,6 miljoner fat medan mellan 2021 och 2022 var det endast 5,6 miljoner fat. Avtalet skulle bli giltig från och med den 1 maj. Oljepriset ökade svagt men under förväntan efter beskedet om överenskommelse. Den 20 april kollapsade dock oljepriset på WTI när det sjönk med 300% och hamnade på –40,32 dollar per fat, det återhämtade sig något och landade till slut på –37,63 dollar per fat. Det var första gången någonsin som WTI hade handlat med ett minuspris. Det var dock kortlivat efter att WTI-priset gick upp och slutade på 10,01 dollar per fat dagen efter. Dock sjönk Brent med 24,4% samma dag, det var den lägsta dagspriset på Brentolja på nästan tre decennier. Den 30 april rapporterade Reuters om att USA hade hotat Saudiarabien med att dra in all militärt stöd och närvaro om Saudiarabien inte gav med sig i priskriget. I juni meddelade Opec att den ursprungliga upptagsminskningen på 9,7 miljoner fat skulle förlängas julimånad ut. Oljepriset började smått återhämta sig. Den 3 december offentliggjorde Opec att samtliga involverade skulle reducera frivilligt upptaget med en halv miljon fat per land, vilket gjorde att enskild upptag gick från 7,7 miljoner fat per dag till 7,2 miljoner fat per dag. Det skulle ske med start i januari 2021.